# كل الرجال أعداء
كل الرجال أعداء (بالإنجليزية: All Men Are Enemies)‏ هو فيلم أبيض وأسود درامي أمريكي صدر عام 1934 من إخراج جورج فيتزموريس وكتبه لينور جيه كوفي. الفيلم من بطولة هيلين تويلفتريز ، منى باري ، هيو ويليامز ، هربرت موندين ، هنري ستيفنسون ووالتر بايرون. تم إصدار الفيلم في 20 أبريل 1934 بواسطة شركة فوكس فيلم. وهو مقتبس من رواية تحمل نفس العنوان للكاتب ريتشارد ألدنغتون عام 1933 عن أرستقراطي بريطاني يقع في حب امرأة نمساوية، قبل أن ينفصل بينهما اندلاع الحرب العالمية الأولى.